# Rayon de la Terre

Rayon de la Terre (en jaune) en fonction de la latitude (φ) comparé à la distance perpendiculaire entre l'axe de rotation de la Terre et la surface (en bleu).

Le rayon de la Terre ({\displaystyle R_{\oplus }} ou {\displaystyle R_{T}}) est la distance entre le centre de la Terre et sa surface, d'une valeur d'environ 6 371 km selon divers modèles sphériques. Cette unité de longueur est utilisée dans des domaines tels l'astronomie et la géologie.
La Terre n'est pas parfaitement sphérique et les distances entre sa surface et son centre varient de 6 352,8 km (fond de l'océan Arctique) à 6 384,415 km (sommet du Chimborazo). Le rayon équatorial est de 6 378,137 0 km, alors que le rayon polaire est de 6 356,752 3 km, ce qui mène à un modèle ellipsoïde de sphère aplatie aux pôles.

## Histoire

Les méthodes de calcul du rayon de la Terre par Al-Biruni (973–1048) ont augmenté la précision de la mesure.

L'évaluation la plus connue du rayon de la Terre remonte au Grec Ératosthène (v. 276-v. 194 av. J.-C.), qui l'aurait déterminé avec une précision de 2 à 15 %, d'autres ont eu lieu auparavant, selon Aristote, sans donner plus de précisions sur les dates et les auteurs. Avec une méthode différente, le Persan Al-Biruni (973-v. 1050) estime ce rayon à 6 339,6 km, une valeur très proche des données modernes. Ce résultat est connu (et utilisé) en Europe au xvie siècle,.
Sous le règne de Louis XVI, une expédition de La Condamine au Pérou a pour but d'améliorer la mesure du rayon de la Terre, afin de fonder le système métrique sur la circonférence terrestre (contrairement aux anciens systèmes de poids et mesures). Un collègue contemporain aura plus de succès sur ses mesures, sur d'autres continents.[Quoi ?]

## Modèles

Rayon en fonction de la latitude.

L'Union géodésique et géophysique internationale (UGGI) définit le rayon moyen {\displaystyle R_{\mathrm {m} }} à partir du rayon équatorial {\displaystyle a} (demi-grand axe) et du rayon polaire {\displaystyle b} (demi-petit axe) par la relation :
{\displaystyle R_{\mathrm {m} }={\frac {2a+b}{3}}}.
Pour la Terre, cela donne une valeur de 6 371,009 771 4 km.